# 안드레이 란코프
안드레이 니콜라예비치 란코프(러시아어: Андре́й Никола́евич Ланько́в, 문화어: 안드레이 란꼬브, 1963년 7월 26일~)는 러시아의 역사학자, 동양학자, 사회 평론가, 한국학자, 역사비평가이다. 세계적으로 유명한 북한학자이며, 러시아 언론에 종종 보도된다. 1980년대에 김일성종합대학에서 유학했으며 현재 국민대학교 교수이다.

## 생애
1963년 레닌그라드에서 태어났다. 레닌그라드 대학교 재학 시절인 1984년부터 1985년까지 조선민주주의인민공화국의 김일성종합대학에서 유학 생활을 했다. 1986년에 레닌그라드 대학교 동양학부를 졸업했다. 1989년부터 1992년까지 레닌그라드 대학교/상트페테르부르크 대학교 동양학부에서 한국어와 한국사를 가르쳤다.
1992년부터 1996년까지 대한민국에서 러시아어 강사로 근무하였고, 1996년에 오스트레일리아로 건너가 2004년까지 캔버라의 오스트레일리아 국립 대학교(ANU)에서 한국어와 한국사를 가르쳤다. 그 외에 러시아의 국영 대외 방송인 러시아의 소리에 주기적으로 칼럼을 기고했다. 2004년부터 대한민국의 국민대학교에서 교양학부 교수로 근무하고 있다.

## 저서
단행본:
- 평양 지붕의 밑 . 서울, «연합 통신사», 1991.
- Северная Корея: Вчера и сегодня. М., Восточная литература. 1995. 291 стр. (расширенный вариант книги)
- 북한현대정치사 . 서울, «오름», 1995.
- Политическая борьба в Корее XVI—XVIII вв. (Серия «Orientalia») СПб, Петербургское Востоковедение. 1995. 192 стр. 500 экз.
- Корея: Будни и праздники. М., «Международные отношения», 2000. 473 стр.
- From Stalin to Kim Il Sung. London, «Hurst and Co.», 2002. На англ. яз.
- 1956: The Challenge to Kim Il Sung and the Failure of de-Stalinization in the DPRK. Honolulu, «Hawaii University Press», 2005.
- Неформальная история Северной Кореи. М., «Восток-Запад», 2004.
- Быть корейцем. М., «Восток-Запад», 2006. 542 стр.
- North of the Dmz: Essays on Daily Life in North Korea. Seattle, «McFarland & Company», 2007.
- The Dawn of Modern Korea. Seoul, «Eunhaeng Namu», 2007.
- Август, 1956 год. Кризис в Северной Корее. М. РОССПЭН, 2009
- 북한 워크아웃 . 서울, «시대정신» , 2009.
- 리얼 노스 코리아 . 서울, «개마고원» , 2013.
- 소련공산당과 북한 문제 . 대구, «경북대학교출판부» , 2014.
- 김정은 패러독스 . 서울, «매봉» , 2017. 유호열, 남광규, 홍은정, 임재천, 발라즈 샬론타이, 김지영, 권수현, 박은주, 피터 워드와 공저.
- From North Korea to Northeast Asia . 서울, «매봉» , 2018. 유호열, 남광규, 임재천, 발라즈 샬론타이, 김지영, 최진욱, 주재우, 나가토 사치오, 임은정, 피터 워드와 공저

## 같이 보기
- 재한 러시아인